# (6727) 1991 TF4
A (6727) 1991 TF4 a Naprendszer kisbolygóövében található aszteroida. Kenneth J. Lawrence fedezte fel 1991. október 10-én.